# Olympische Winterspiele 2014/Teilnehmer (Mongolei)
| Gelbes Symbol für Goldmedaillen mit stilisierten Olympischen Ringen | Graues Symbol für Silbermedaillen mit stilisierten Olympischen Ringen | Braundes Symbol für Bronzemedaillen mit stilisierten Olympischen Ringen |
| ------------------------------------------------------------------- | --------------------------------------------------------------------- | ----------------------------------------------------------------------- |
| —                                                                   | —                                                                     | —                                                                       |

Die Mongolei nahm an den Olympischen Winterspielen 2014 in Sotschi mit zwei Athleten in der Sportart Skilanglauf teil.

## Sportarten

### Skilanglauf
| Frauen - Tschinbatyn Otgontsetseg | Männer - Boldyn Bjambadordsch |